# Dominát
Dominát, také známý jako pozdní Římská říše, je název „despotické“ pozdější fáze císařské vlády, která následovala po dřívějším období známém jako „principát“, ve starověké Římské říši. Až do opětovného sjednocení říše v roce 313 se tato fáze častěji nazývá Tetrarchie.
Začala zahájením vlády Diokleciána v roce 284 po krizi třetího století v letech 235–284 a na západě skončila pádem Západořímské říše v roce 476. Na východě je její konec sporný, protože k němu došlo buď na konci vlády Justiniána I. (565 n. l.) nebo Herakleia (641 n. l.). Z hlediska formy je dominát považován[kým?] za autoritativnější, méně kolegiální a byrokratičtější než principát, z něhož vzešel. 

## Etymologie
Moderní termín dominát je odvozen z latinského slova dominus, což se do češtiny překládá jako pán nebo mistr. Dominus, byl titul tradičně používaný římskými otroky k oslovování svých pánů a byl sporadicky používán při oslovování císařů v celém principátu, obvykle ve formě přílišných lichotek (nebo politických invektiv). Augustus tuto praxi aktivně odrazoval a zvláště Tiberius ji prý haněl jako patolízalství. Domitianus podporoval jeho používání, ale žádný z císařů tento termín nepoužíval v žádné polooficiální funkci až do vlády Aureliana v roce 274 n. l., kdy byly vydány mince s nápisem deus et dominus natus.
Avšak teprve za Diokleciána byl termín dominus přijat jako součást císařovy oficiální titulatury, což bylo součástí Diokleciánových radikálních reforem.